# Серьогово (Пермський край)
Серьогово (рос. Серёгово) — село в Чердинському районі Пермського краю (Росія).
Перша згадка про Серьогово відноситься до 1579 року.
В селі народилися:
- Алін Василь Іванович (1914—1998) — Герой Радянського Союзу.
- Матвєєв Іван Єфимович (1909—1943) — Герой Радянського Союзу.